# Harlan Smith
Harlan James Smith (Wheeling, 25 augustus 1924 - Austin, 17 oktober 1991) was een Amerikaans astronoom. Hij behaalde zijn BA, MA en Ph.D. in de astronomie aan de Harvard-universiteit. In 1991 overleed Smith aan kanker.
Van 1953 tot 1963 onderwees Smith aan de Yale-universiteit. Daarna werd hij voorzitter van het departement van de astronomie aan de Universiteit van Texas in Austin en directeur van de McDonald Observatory. In die hoedanigheid had hij de leiding over de bouw van een 107 inch spiegeltelescoop die zijn naam draagt.
Later hield Smith zich voornamelijk bezig met onderzoek naar quasars, de invloed van de zonnewind op door Jupiter uitgezonden radiogolven en ontdekte hij een geheel nieuwe klasse van veranderlijke sterren. Daarnaast zette hij zich bij NASA in voor de bouw van ruimtetelescopen en telescopen op de Maan, vanwege het feit dat dergelijke telescopen geen last ondervinden van atmosferische interferentie en lichtvervuiling. Ook benadrukte Smith het belang van grondgebonden onderzoek voor toekomstige ruimtemissies.
Smith ging zich tevens toeleggen op de populaire wetenschap. Reeds als onderwijzer aan Yale werd duidelijk dat Smith beschikte over een talent om op duidelijke wijze moeilijke stof aan zijn leerlingen uit te leggen. De educatieve filmreeks The Story of the Universe is door hem ontwikkeld.

## Erkenningen
- NASA Distinguished Public Service Medal (1991).
- Masursky Award (1992, postuum).
- De maankrater Harlan en planetoïde 3842 Harlansmith zijn naar hem vernoemd.
- Ook een functie aan de Universiteit van Texas in Austin draagt Smiths naam.[1]

- Bibsys: 90521994
- Bibliothèque nationale de France: cb12392349g (data)
- CiNii: DA03205859
- International Standard Name Identifier: 0000 0001 1598 4979
- Library of Congress Control Number: n84134835
- Nationale Bibliotheek van Israël: 987007378816805171
- Nederlandse Thesaurus van Auteursnamen: 149109857
- Système universitaire de documentation: 033013268
- Virtual International Authority File: 14855246
- WorldCat: E39PBJhXcY74dVj9yRJBqg384q